# 50 Sinais de Doença Mental
50 Sinais de Doença Mental: Um Guia para Entender a Saúde Mental (50 Signs of Mental Illness: A Guide to Understanding Mental Health) é um livro de 2005 do psiquiatra James Whitney Hicks publicado pela Yale University Press. O livro foi concebido como uma referência psiquiátrica acessível para não profissionais que descreve sintomas, tratamentos e estratégias para compreender a saúde mental.
Os 50 sinais abordados no livro são: Raiva, Comportamento AntiSocial, Ansiedade, Distúrbios Relacionados com o Apetite, Evasão, Problemas de Imagem Corporal, Compulsões, Confusão, Engano, Delírios, Negação, Depressão, Dissociação, Euforia, Fadiga, Medos, Flashbacks, Grandiosidade, Luto, Alucinações, Comportamento Histriónico, Hiperatividade, Confusão de Identidade, Impulsividade, Intoxicação, Ciúme, Dificuldades de Aprendizagem, Mania, Perda de Memória, Mudanças de Humor, Problemas de Movimento, Bobagem, Obsessões, Estranheza, Pânico, Paranóia, Queixas Físicas e Dor, Psicose, Preocupações Religiosas, Problemas de autoestima, automutilação, problemas de desempenho sexual, preocupações sexuais, problemas de sono, desleixo, dificuldade de fala, stress, pensamentos suicidas e trauma.

Uma revisão no American Journal of Psychiatry elogiou a sua formulação de maneiras aceitáveis sobre como falar de doenças mentais.